# Sudetenlandmedaljen

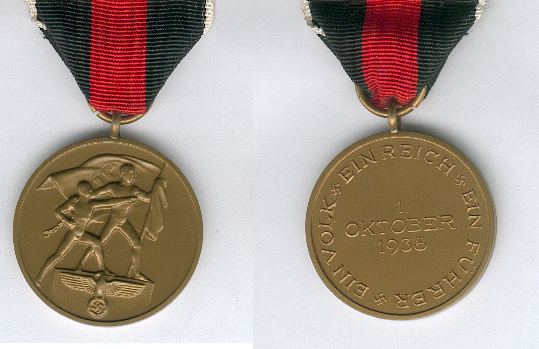
Sudetenlandmedaljens avers och revers.

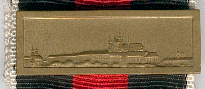
Pragspännet.

Sudetenlandmedaljen (Die Medaille zur Erinnerung an den 1. Oktober 1938) var en utmärkelse i Tredje riket. Den förärades de tyska och sudettyska statstjänstemän samt de medlemmar av Wehrmacht och SS som deltog i Tysklands annektering av Sudetenland den 1 oktober 1938. De som även tog del i ockupationen av Böhmen-Mähren den 15 mars 1939 tilldelades Pragspännet.

### Webbkällor
- ”Occupation Medals: The October 1 1938 Commemorative Medal” (på engelska). Wehrmacht-Awards.com. Arkiverad från originalet den 31 juli 2012. https://www.webcitation.org/69ZmHCuZb?url=http://www.wehrmacht-awards.com/service_awards/occupation_medals.htm. Läst 31 juli 2012.